# Sebas Gómez
Sebastián Gómez Pérez (Murcia, España, 1 de noviembre de 1983) es un futbolista internacional andorrano de origen uruguayo. Se desempeña en posición de delantero y actualmente juega en la UE Engordany de la Primera División de Andorra.

## Selección nacional
Ha sido internacional con la selección de fútbol de Andorra en 32 ocasiones.

## Clubes
| Club            | País    | Temporada |
| --------------- | ------- | --------- |
| FC Santa Coloma | Andorra | 2003-2007 |
| CE Principat    | Andorra | 2007-2008 |
| FC Rànger's     | Andorra | 2008-2009 |
| UE Sant Julià   | Andorra | 2009-2012 |
| FC Andorra      | Andorra | 2012-2017 |
| UE Engordany    | Andorra | 2017-     |

## Palmarés

### Campeonatos nacionales
| Título                  | Club                  | País    | Año              |
| ----------------------- | --------------------- | ------- | ---------------- |
| Copa Constitució (3)    | Sant Julià, Engordany | Andorra | 2010, 2011, 2019 |
| Supercopa andorrana (2) | Sant Julià            | Andorra | 2010, 2011       |